# حملة الأمير عائض بن مرعي
حملة الأمير عائض بن مرعي هي حملة قام بها أمير عسير عائض بن مرعي على المخلاف السليماني لصد محاولة الشريف علي بن حيدر الذي أراد استرداد المخلاف من القوات العسيرية. انتهت الحملة باجلاء القوات العسيرية من المخلاف بسب تدخلات القوات الحجازية ضد قوات الأمير عائض.

## الحملة
استغل الشريف علي بن حيدر وفاة أمير عسير علي بن مجثل المغيدي في سنة 1249 هـ الموافق 1833م، وحاول استعادة إمارته في المخلاف السليماني٬ لكن الأمير العسيري الجديد عائض بن مرعي لم يرض بذلك٬ فبمجرد توليه الإمارة قاد حملة عسكرية إلى المخلاف. وحاصر مدينة أبي عريش٬ واستولى على بعض حصونها وقلاعها٬ إلا أنه ما لبث أن ترك حصار المدينة٬ وعاد مسرعًا إلى عسير للتصدي لحملة محافظ الحجاز من قبل محمد علي باشا أحمد يكن باشا والشريف محمد بن عون أمير مكة على عسير.
في أثناء انشغال الأمير عائض بالتصدي لهذه الحملة تمكن الشريف علي بن حيدر من استعادة الإمارة في المخلاف السليماني٬ وطرد الحاميات العسيرية المرابطة في أبي عريش وصبيا. في الوقت نفسه أرسل محافظ الحجاز أحمد يكن باشا قوة أخرى بقيادة القائد محمد أمين إلى تهامة اليمن لطرد القوات العسيرية منها٬ وعندما وصلت هذه القوة إلى المخلاف السليماني في طريقها إلى تهامة اليمن أرسل أمير المخلاف الشريف علي بن حيدر ابنه الحسين على رأس قوة مع هذه الحملة تمكنت من إخراج القوات العسيرية من تهامة اليمن من دون مقاومة٬ وخضعت المنطقة لنفوذ محمد علي باشا.